# گورگائون
گورگائون (به انگلیسی: Goregaon) یک منطقهٔ مسکونی در هند است که در بمبئی واقع شده‌است.